# Сольберг, Аре
А́ре Со́льберг (дат. Are Solberg; род. 14 июля 1969, Хамар, Хедмарк) — датский кёрлингист и тренер по кёрлингу.
В составе смешанной сборной Дании участник чемпионата мира 2015 (заняли девятое место) и чемпионата Европы 2012 (заняли пятнадцатое место). Двукратный чемпион Дании среди смешанных команд. В составе смешанной парной сборной Дании участник двух чемпионатов мира (лучший результат - пятое место в 2011). Двукратный чемпион Дании среди смешанных пар.

## Достижения
- Чемпионат Дании по кёрлингу среди смешанных команд: золото (2012, 2015).
- Чемпионат Дании по кёрлингу среди смешанных пар: золото (2011, 2013).

## Команды
| Сезон                                               | Четвёртый      | Третий       | Второй       | Первый          | Запасной Тренер           | Турниры                          |
| --------------------------------------------------- | -------------- | ------------ | ------------ | --------------- | ------------------------- | -------------------------------- |
| Кёрлинг среди смешанных команд (mixed curling)      |                |              |              |                 |                           |                                  |
| 2011—12                                             | Микаэль Квист  | Трине Квист  | Аре Сольберг | Кирстен Йенсен  |                           | ЧДСК 2012                        |
| 2012—13                                             | Микаэль Квист  | Трине Квист  | Аре Сольберг | Кирстен Йенсен  |                           | ЧЕСК 2012 (15 место)             |
| 2014—15                                             | Микаэль Квист  | Трине Квист  | Аре Сольберг | Матильда Хальсе | Thomas Winther            | ЧДСК 2015                        |
| 2015—16                                             | Микаэль Квист  | Трине Квист  | Аре Сольберг | Матильда Хальсе |                           | ЧМСК 2015 (9 место)              |
| Кёрлинг среди смешанных пар (mixed doubles curling) |                |              |              |                 |                           |                                  |
| 2010—11                                             | Лилиан Нильсен | Аре Сольберг |              |                 | тренер: Poul Erik Nielsen | ЧДСП 2011 · ЧМСП 2011 (5 место)  |
| 2012—13                                             | Лилиан Нильсен | Аре Сольберг |              |                 | тренер: Poul Erik Nielsen | ЧДСП 2013 · ЧМСП 2013 (16 место) |

(скипы выделены полужирным шрифтом)

## Результаты как тренера национальных сборных
| Год  | Турнир                                                   | Сборная             | Место |
| ---- | -------------------------------------------------------- | ------------------- | ----- |
| 2016 | Чемпионат мира по кёрлингу среди юниоров (группа Б) 2016 | Дания (юниоры жен.) | 12    |

## Частная жизнь
Родился и вырос в Норвегии, затем переехал в Данию. Окончил Копенгагенский университет